# Gao Qi
Pour les articles homonymes, voir Gao.
Dans ce nom chinois, le nom de famille, Gao, précède le nom personnel.
Gao Qi (chinois 高啟 ; pinyin Gāo Qǐ ; EFEO Kao K'i), né en 1336, mort en 1374, est un poète chinois. Exécuté au tout début de la dynastie Ming, il est considéré comme le plus grand poète de cette dynastie.

## Biographie
Gao Qi a grandi à Suzhou, qui est un important centre intellectuel. Il fréquente dans ses jeunes années les lettrés du lieu, et est déjà connu comme l'un des « Quatre Géants littéraires » de Suzhou, avec Zhang Yu (1333-1385), Yang Ji (vers 1334-1383) et Xu Ben (1335-1380). En 1356, le rebelle Zhang Shicheng (en) s'empare de Suzhou, qu'il administre durant les douze années suivantes. Sans doute pour ne pas se compromettre politiquement, Gao Qi mène d'abord, en 1358, une vie de reclus, s'adonnant à la poésie, puis part en voyage la même année dans les actuelles provinces du Jiangsu et du Zhejiang.
Lorsque le futur empereur Hongwu l'emporte sur son rival Zhang Shicheng, les intellectuels de Suzhou sont particulièrement visés par la répression, et Yang Ji et Xu Ben sont exilés pour avoir servi Zhang. Gao Qi sert dans un premier temps la nouvelle dynastie des Ming en participant à la rédaction de l'Histoire des Yuan. Il refuse ensuite en 1369 le poste de ministre des Finances, ce qui est peut-être la véritable raison de sa mort. Lié à Wei Guan, nouveau préfet de Suzhou, Gao Qi est impliqué lorsque Wei est accusé de haute trahison. Il est condamné à mort et est scié en deux sur une place de Nankin, la nouvelle capitale.

## Œuvre
La poésie de Gao Qi est puissamment originale, ce qui fait de ce poète le plus grand des dynasties Yuan et Ming. L’ensemble de son œuvre poétique a été recueilli sous le titre Poèmes annotés du maître de la Colline bleue. Sa poésie est dans la continuité de la poésie écrite par des citadins qui n'étaient pas forcément des officiels, durant la dynastie Yuan, et dont le meilleur représentant était le poète Yang Weizhen (1296-1370). Cette poésie se caractérisait par son esprit de fantaisie que Gao Qi a porté à un niveau élevé. Il a illustré des genres aussi divers que le yuefu, le shi (en), le ci ou le qu.

## Traductions
- Paul Demiéville (dir.), Anthologie de la poésie chinoise classique, Paris, Galimard, coll. « Poésie », 1962  — Kao K'i, p. 490-493
- En imitant Letian (Traduction et lecture du poème de Gao Qi)